# Looe
Looe (Logh en cornique ce qui signifie 'entrée d'eau profonde') est une petite ville et une paroisse civile des Cornouailles, en Angleterre. Elle est située sur la côte sud du comté, à l'embouchure de la Looe (en). Au moment du recensement de 2001, elle comptait 5 280 habitants.

## Personnalités liées à la ville
- Leon Ockenden (1978-) acteur, réalisateur et scénariste, y a grandi.

## Jumelage
- Quiberon (France) depuis 1976[1]